# Ferruform
Ferruform Aktiebolag, även känt som Scania Luleå, är ett svenskt verkstadsindustriföretag med verksamhet inom fordonskomponenter. 
Företaget är ett helägt dotterbolag till fordonstillverkaren Scania Aktiebolag, och tillverkar komponenter såsom bakaxlar, sidobalkar, tvärbalkar, och andra ramkomponenter till Scanias chassimonteringar i Södertälje, Zwolle (Nederländerna) och Angers (Frankrike),.  Företagets huvudkontor och tillverkning finns i Luleå.

## Historia
1967 stod dåvarande Scania-Vabis fabrik för plåt- och svetsarbete klar i Luleå och invigdes officiellt den 11 juni 1968. I slutet av 1990-talet bestämdes det att bolagisera verksamheten i Luleå, och den 1 januari år 2000 bildades Ferruform Aktiebolag som helägt dotterbolag till Scania.